# Montecalvo in Foglia
Montecalvo in Foglia är en ort och kommun i provinsen Pesaro e Urbino i regionen Marche i Italien. Kommunen hade 2 762 invånare (2018).